# Джермантаун (округ Вашингтон, Вісконсин)
Джермантаун (англ. Germantown) — місто (англ. town) в США, в окрузі Вашингтон штату Вісконсин. Населення — 241 особа (2020).

## Демографія
Згідно з переписом 2010 року, у місті мешкали 254 особи в 91 домогосподарстві у складі 73 родин. Було 92 помешкання
Расовий склад населення:
| - 98,8 % — білих - 0,4 % — азіатів |

До двох чи більше рас належало 0,8 %. Частка іспаномовних становила 0,0 % від усіх жителів.
За віковим діапазоном населення розподілялося таким чином: 23,2 % — особи молодші 18 років, 67,0 % — особи у віці 18—64 років, 9,8 % — особи у віці 65 років та старші. Медіана віку мешканця становила 44,1 року. На 100 осіб жіночої статі у місті припадало 111,7 чоловіків;  на 100 жінок у віці від 18 років та старших — 116,7 чоловіків також старших 18 років.
Середній дохід на одне домашнє господарство  становив 111 578 доларів США (медіана — 98 750), а середній дохід на одну сім'ю — 117 626 доларів (медіана — 100 000). Медіана доходів становила 66 250 доларів для чоловіків та 53 977 доларів для жінок. За межею бідності перебувало 0,7 % осіб, у тому числі 0,0 % дітей у віці до 18 років та 0,0 % осіб у віці 65 років та старших.
Цивільне працевлаштоване населення становило 163 особи. Основні галузі зайнятості: науковці, спеціалісти, менеджери — 14,7 %, виробництво — 14,1 %, будівництво — 11,7 %, освіта, охорона здоров'я та соціальна допомога — 11,0 %.